# Raymond Davis, Jr.
Raymond Davis, Jr. (n. 14 octombrie 1914, Washington, D.C., District of Columbia, SUA – d. 31 mai 2006, New York City, New York, SUA) a fost un fizician american, laureat al Premiului Nobel pentru Fizică în 2002 împreună cu Masatoshi Koshiba pentru contribuțiile de pionierat în astrofizică, în special pentru detecția neutrinilor cosmici. Koshiba și Davis au împărțit jumătate din premiul Nobel, cealaltă jumătate fiind acordată lui Riccardo Giacconi.